# Monte Averau
Monte Averau je 2649 metrů vysoká hora ve stejnojmenné horské skupině v Ampezzanských Dolomitech. Vrchol se nalézá severozápadně od mírně nižších okolních vrcholů Monte Nuvolau a Monte Gusela. Horská skupina se nachází mezi průsmyky Falzarego a Giau na hranicích obcí Cortina d'Ampezzo a Selva di Cadore. Oběma průsmyky vedou silnice. Severovýchodně se nalézají Cinque Torri.
Jihovýchodně od vrcholu se nachází v nadmořské výšce 2416 m horská chata Rifugio Averau. Jak z jižní tak severní strany vedou k blízkosti vrcholu lanovky.
Z vrcholu Monte Averau je kruhový rozhled – jihozápadně na ledovce masivu Marmolada, západně je vidět vrchol Col di Lana, severně skupiny Sella a Tofana. Na východě jsou viditelné skupiny Cristallo a Sorapis a na jihu Civetta. Panoramatický výhled na sever zasahuje do rakouských Alp hlavního hřebene. Vrcholu může být dosaženo v porovnání s jiným vrcholy snadně. Normální trasa vede od severního průsmyku Falzarego asi za dvě hodiny na vrchol. Začíná na parkovišti na Strada Statale 48 delle Dolomiti. Před vrcholem se nalézá „krátká, středně náročná ferrata“.
Turistická cesta Dolomiten hohenweg číslo 1, také známá jako klasická cesta, vystupuje na vrchol Monte Averau, cestou k chatě následuje sestup na východní straně hory a křížení s Via Ferrata na Monte Gusela.